# Município Nankova
Município Nankova är en kommun i Angola.   Den ligger i provinsen Cuando Cubango, i den södra delen av landet, 1 000 km sydost om huvudstaden Luanda.
Omgivningarna runt Município Nankova är huvudsakligen savann. Trakten runt Município Nankova är nära nog obefolkad, med mindre än två invånare per kvadratkilometer.